# Heinzelmännchen
Gli Heinzelmännchen sono delle creature fiabesche assimilabili per molti aspetti a elfi o a gnomi domestici. Tali figure appaiono in un racconto legato alla città di Colonia in Germania.

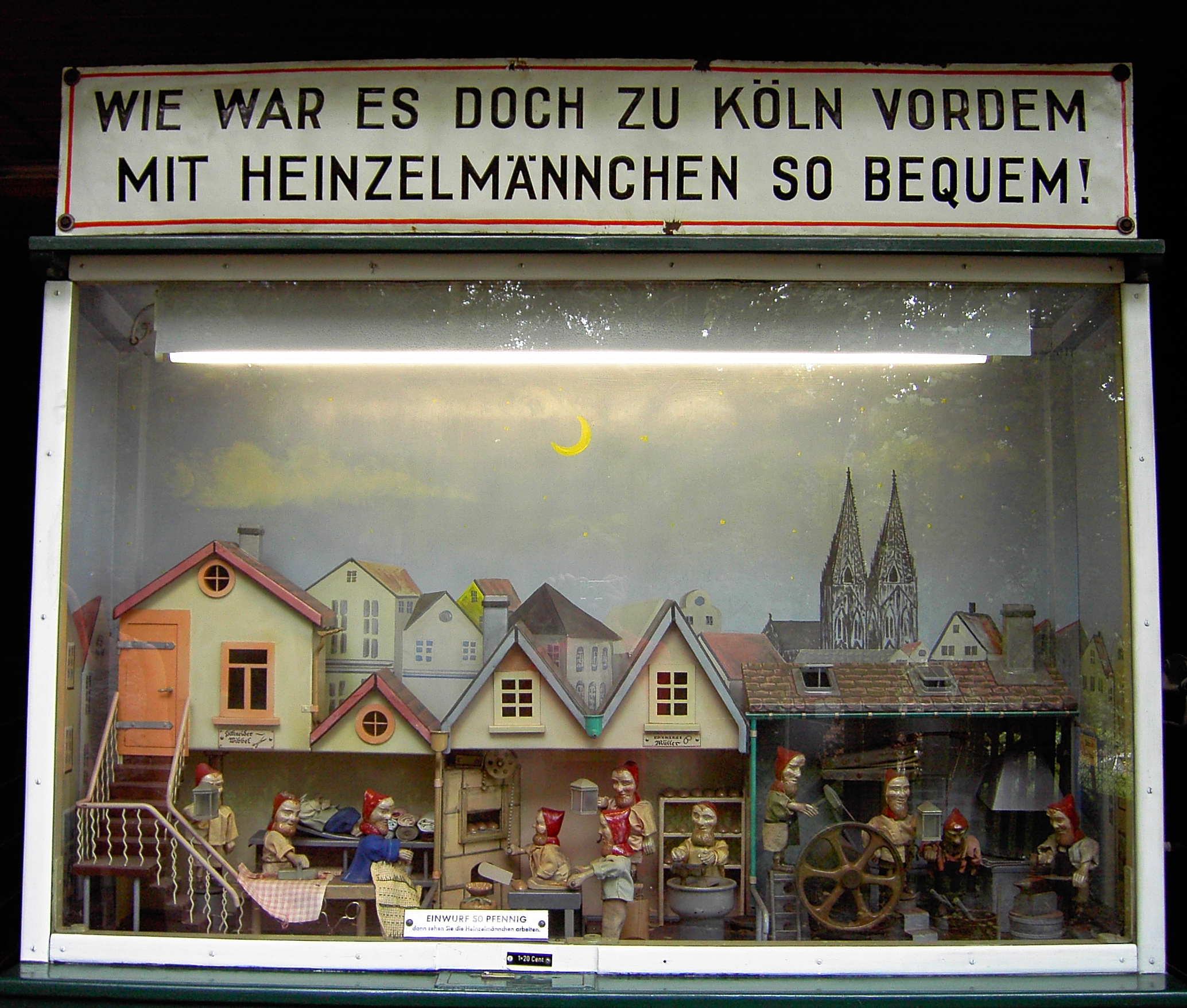
Heinzelmännchen - diorama

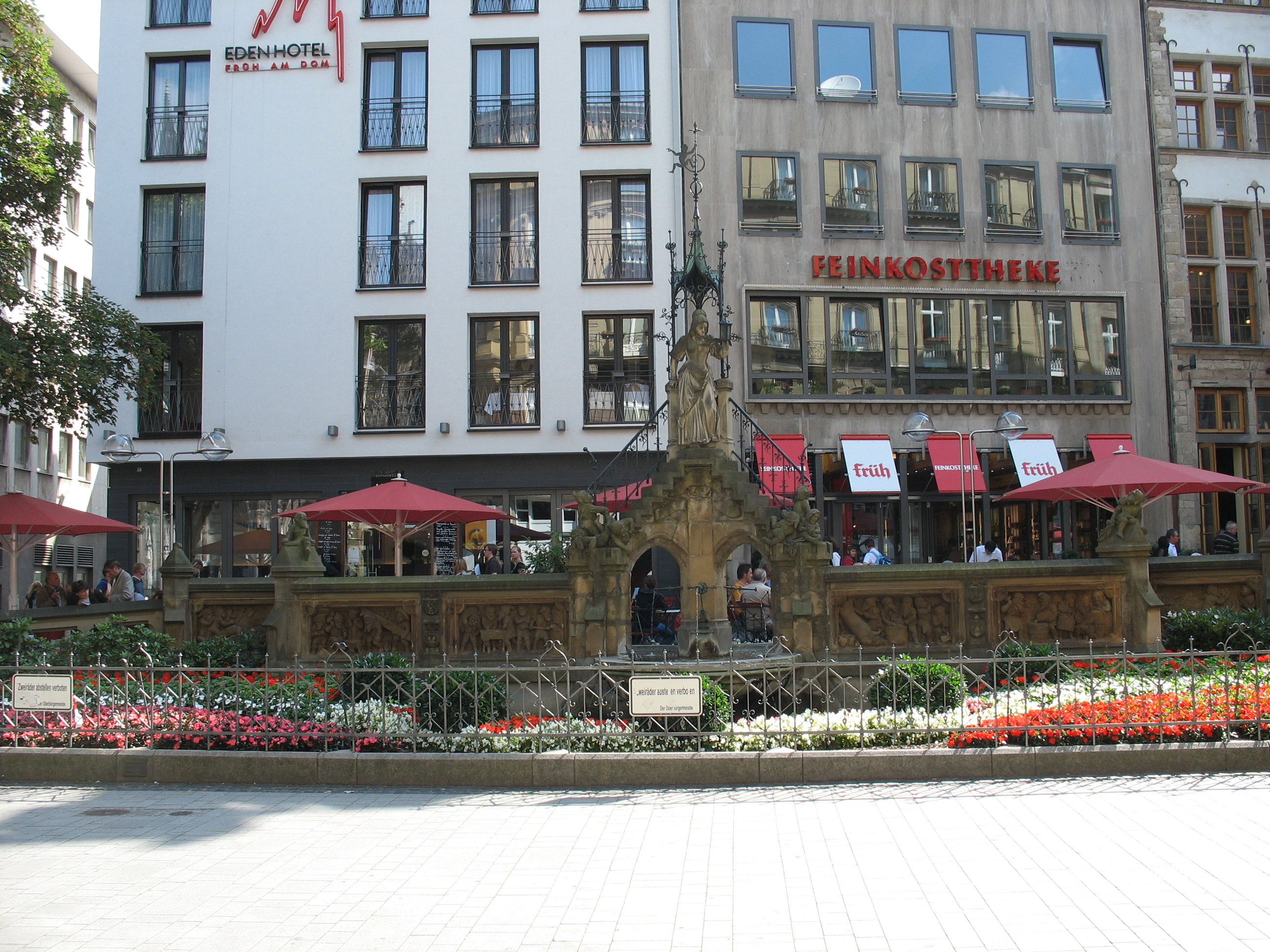
Heinzelmannchenbrunnen, fontana di Colonia dedicata alla leggenda degli Heinzelmännchen

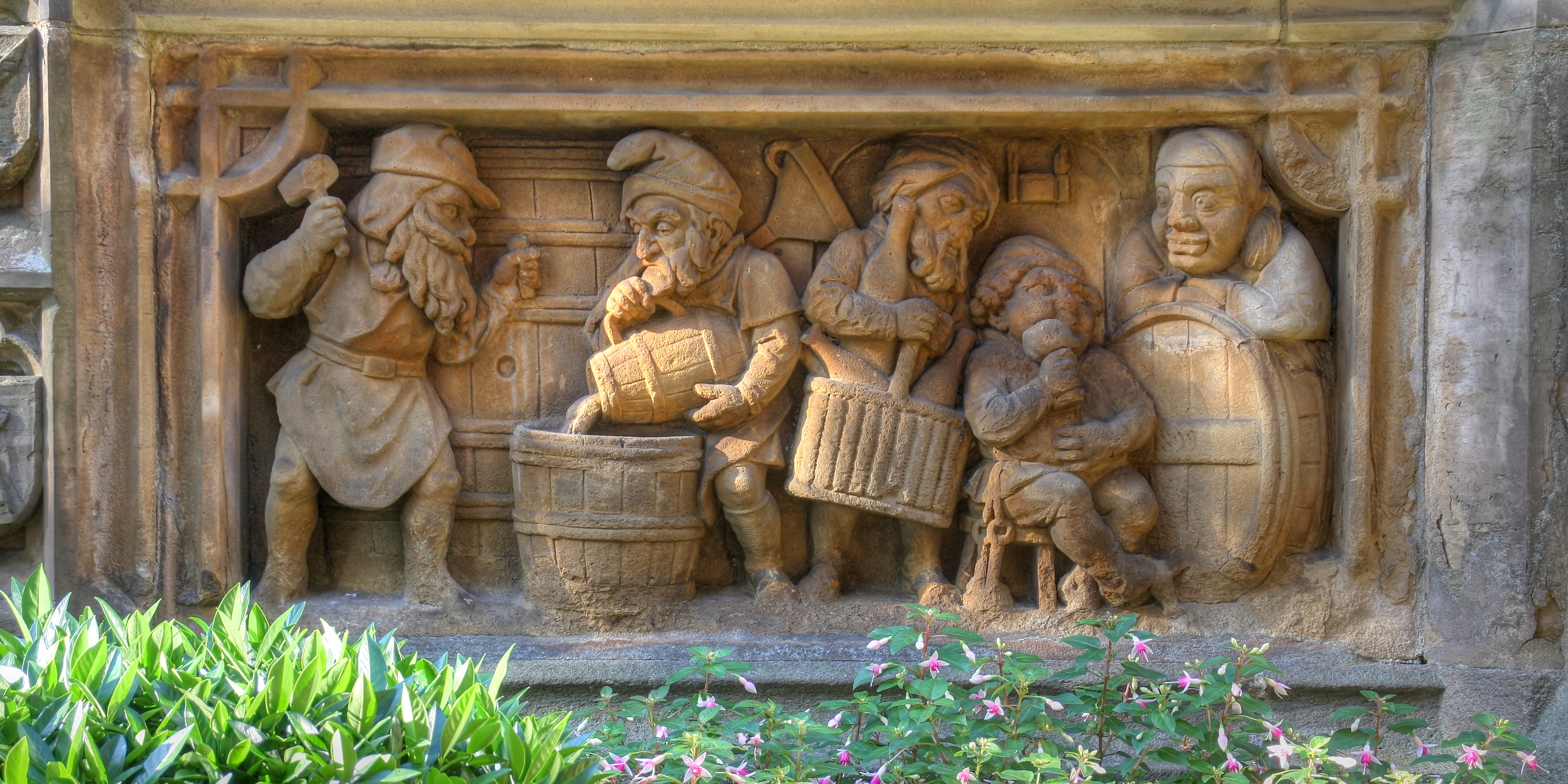
Particolare dell'Heinzelmännchenbrunnen

La leggenda racconta che gli Heinzelmännchen, durante la notte, lavoravano al posto degli abitanti di Colonia, cosicché durante il giorno questi potevano abbandonarsi all'indolenza. Secondo la leggenda tale prassi continuò finché la moglie di un sarto, spinta dalla curiosità di vedere questi diligenti omuncoli, decise di spargere dei piselli sul pavimento della bottega del marito per far scivolare e cadere gli gnomi. Così essi, infuriati, scomparvero e non tornarono più. Da quel momento in poi, i cittadini di Colonia dovettero svolgere tutto il loro lavoro da soli.
Questa leggenda fu messa per iscritto per la prima volta nel 1826 dall'insegnante di Colonia Ernst Weyden (1805–1869). 
A Colonia, una fontana (Heinzelmännchenbrunnen), opera dello scultore Edmund Renard e dal figlio Heinrich Renard, commemora gli Heinzelmännchen e la moglie del sarto.